# Żugienie
Żugienie (deutsch Sugnienen) ist ein Dorf in der polnischen Woiwodschaft Ermland-Masuren. Es gehört zur Stadt- und Landgemeinde Pieniężno (Mehlsack) im Powiat Braniewski (Kreis Braunsberg).

Teilansicht Żugienie

## Geographische Lage
Żugienie liegt im Nordwesten der Woiwodschaft Ermland-Masuren, 22 Kilometer südöstlich der Kreisstadt Braniewo (Braunsberg).

## Geschichte
Das Dorf Sugnienen bestand aus weit verstreut liegenden Höfen und Gehöften. Als Landgemeinde wurde es 1874 in den neu errichteten Amtsbezirk Woynitt (polnisch Wojnity) im ostpreußischen Kreis Braunsberg, Regierungsbezirk Königsberg, eingegliedert.
Im Jahre 1910 waren in Sugnienen mit dem Gut Wernershöh (polnisch Walnin) 346 Einwohner registriert. Ihre Zahl belief sich im Jahre 1933 auf 276 und im Jahre 1939 auf 255.
Als 1945 in Kriegsfolge das gesamte südliche Ostpreußen an Polen fiel, erhielt Sugnienen die polnische Namensform „Żugienie“. Heute ist das Dorf eine Ortschaft innerhalb der Gmina Pieniężno (Stadt- und Landgemeinde Mehlsack) im Powiat Braniewski (Kreis Braunsberg), von 1975 bis 1998 der Woiwodschaft Elbląg, seither der Woiwodschaft Ermland-Masuren zugehörig. Im Jahre 2021 zählte Żugienie 179 Einwohner.

## Religion
Żugienie ist heute wie Sugnienen vor 1945 ein Kirchspielort der St.-Peter-und-Paul-Kirche in Pieniężno (Mehlsack), die heute dem Dekanat Orneta (Wormditt) des römisch-katholischen Erzbistums Ermland zugeordnet ist.
Bis 1945 gehörte Sugnienen außerdem zur evangelischen Pfarrkirche in Mehlsack in der damaligen Kirchenprovinz Ostpreußen der Kirche der Altpreußischen Union, heute ist es der Diözese Masuren der Evangelisch-Augsburgischen Kirche in Polen zugehörig.

## Verkehr
Straße
Żugienie liegt an einer Nebenstraße, die von Pakosze (Packhausen) über Wyrębiska (Lichtwalde) hierhin verläuft und früher als Landweg bis nach Sawity (Engelswalde) führte.
Schiene

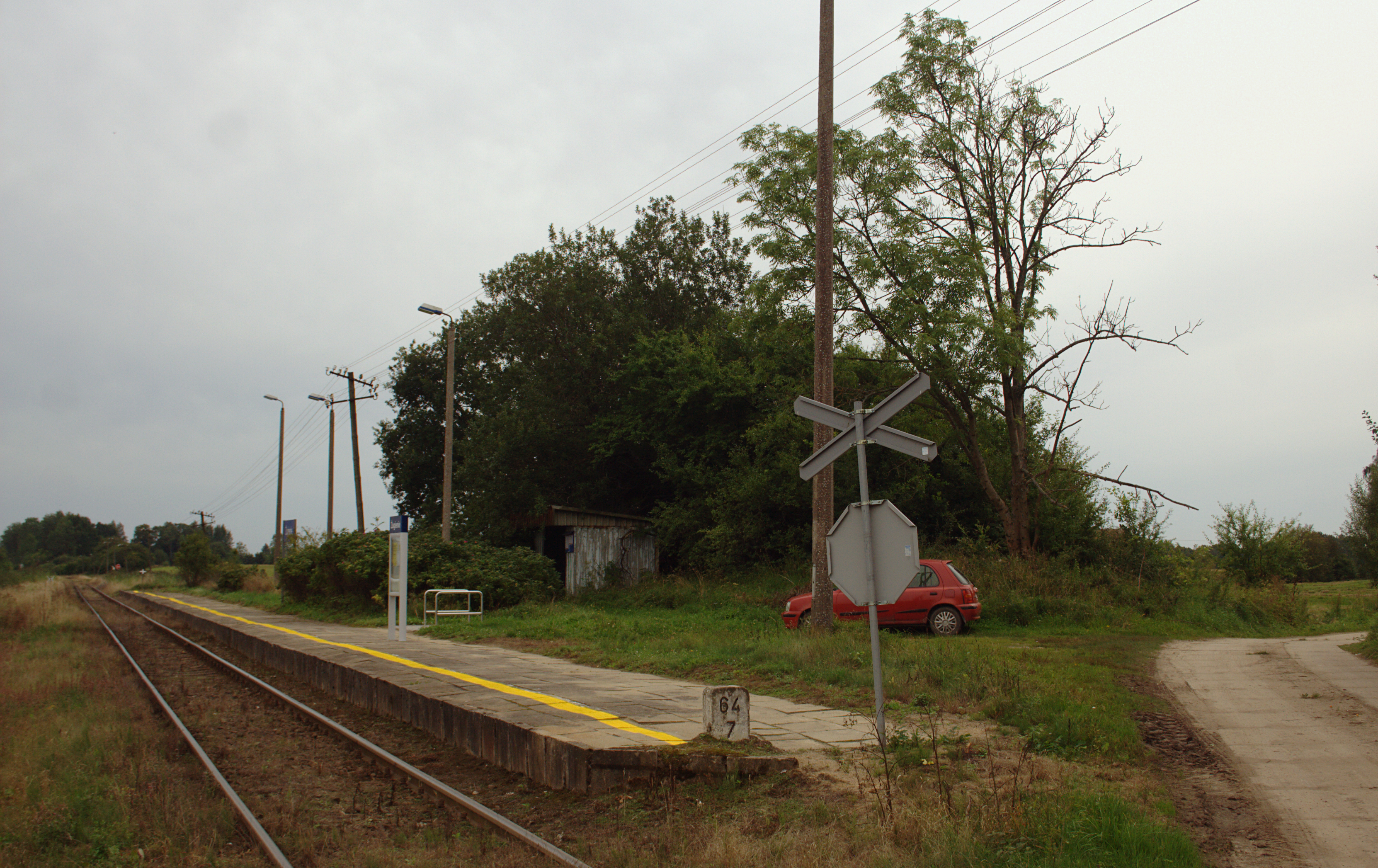
Haltepunkt Żugienie

Seit 1991 ist Żugienie ein Przystanek (= „Haltepunkt“) an der Bahnstrecke Olsztyn Gutkowo–Braniewo der Polnischen Staatsbahn (PKP). Von 1991 bis 1992 hieß sie „Zugenia“, danach „Żugenia“, und erst seit 1997 „Żugienie“.